# Bhawal
Per l'estat khasi conegut també com Bhawal, vegeu Bar-wah
Bhawal (bengalí: ভাওয়াল) fou un estat tributari protegit del tipus zamindari, un dels més gran de Bengala avui dia a Bangladesh al districte de Gazipur, amb una superfície de 1.500 km² incloent fins a 2.274 pobles i llogarets i amb una població d'uns 500.000 habitants molts dels quals subarrendataris. Es va fer notable pel "cas Bhawal", quan un suposat usurpador es va fer passar per un raja que havia mort deu anys abans i va guanyar el cas als tribunals.